# Jeannette Zarou
Jeannette Zarou (* 1942 in Ramallah) ist eine palästinensisch-kanadische Opernsängerin (Sopran).

## Leben
Zarou lebte ab 1947 in Kanada, wo sie ab 1961 an der University of Toronto bei Irene Jessner studierte. 1964 debütierte sie bei der Canadian Opera Company (COC) als Priesterin in Verdis Oper Aida. 1964 sang sie die Titelrolle in der Uraufführung von Healey Willans Oper Deirdre durch die University of Toronto Opera Division. Bei der COC sang sie außerdem die Liù in Puccinis Turandot (1965), die Micaëla in Bizets Carmen (1966), die Marguerite in Gounods Faust (1970), die Marzelline in Beethovens Fidelio (1973) und die Mimi in Puccinis La Bohème (1976).
Auf der Expo 67 sang sie die Sopranpartie in Gustav Mahlers Vierter Sinfonie mit den New York Philharmonic Orchestra unter der Leitung von Leonard Bernstein. Von 1967 bis 1974 war sie lyrische Sopranistin an der Deutschen Oper am Rhein in Düsseldorf und trat mit Sängern wie Bernd Weikl, Rene Kollo, Peter Hofmann, Manfred Jung und Paul Frey. Sie gastierte außerdem an Opernhäusern in Amsterdam, Berlin, Hamburg, Köln, Wien und Wiesbaden und war als Konzertsängerin aktiv. Beim Stratford Festival 1975 sang sie die Titelrolle in Richard Strauss’ Ariadne auf Naxos. Außerdem unterrichtete sie Gesang an der Robert Schumann Hochschule Düsseldorf.